# 338 a.C.
Il 338 a.C. (CCCXXXVIII a.C. in numeri romani) è un anno  del IV secolo a.C.

## Eventi
- 2 agosto - Battaglia di Cheronea (338 a.C.): Filippo II di Macedonia sconfisse Atene e Tebe nella battaglia che sostanzialmente pone fine all'indipendenza greca: le poleis greche furono costrette ad entrare nella lega di Corinto
- Re Artaserse IV di Persia ascende al trono persiano.
- Agide III succede come re di Sparta a suo padre Archidamo III, morto sotto le mura di Manduria mentre combatteva contro i Messapi a favore di Taranto.
- A Roma, consolato di Lucio Furio Camillo e Gaio Menio Publio
  - Le città di Capua e di Velitrae, le odierne Santa Maria Capua Vetere e Velletri sono sottomesse dai Romani.
  - Una colonia romana installata ad Anzio, sul Tirreno.
  - Gli abitanti Lanuvium (Lanuvinum, odierna Lanuvio) (a Sud-Est di Roma, nei colli Albani) ricevono il diritto di cittadinanza da parte dei Romani.
  - Termina la Guerra Latina e Roma scioglie definitivamente la Lega Latina.

## Morti
- Archidamo III, sovrano spartano
- Artaserse III di Persia, sovrano persiano
- Iceta di Leontini, politico siceliota
- Isocrate, retore e filosofo ateniese (n. 436 a.C.)
- Lisicle, militare ateniese
- Mamerco, militare siceliota
- Shang Yang, politico cinese (n. 390 a.C.)